# محوطه دیزک
محوطه دیزک در شهرستان دامغان، بخش مرکزی، روستای سیاه پره واقع شده و این اثر در تاریخ ۹ اردیبهشت ۱۳۸۲ با شمارهٔ ثبت ۸۶۲۴ به‌عنوان یکی از آثار ملی ایران به ثبت رسیده است.